# Baoshi Jiao
Baoshi Jiao (chinesisch 寶石角 ‚Edelsteinspitze‘) ist ein felsiges Kap an der Ingrid-Christensen-Küste des ostantarktischen Prinzessin-Elisabeth-Lands. Es liegt im Nordwesten der Halbinsel Feicui Bandao in den Larsemann Hills.  
Chinesische Wissenschaftler benannten es 1990. Sein erhöhtes Zentrum erinnerte sie an einen dreiseitig geschliffenen Edelstein.